# Serica montreuili
Serica montreuili är en skalbaggsart som beskrevs av Ahrens 2005. Serica montreuili ingår i släktet Serica och familjen Melolonthidae. Inga underarter finns listade i Catalogue of Life.